# Big Guns : Les Grands Fusils
Pour les articles homonymes, voir Big Guns.
Pour plus de détails, voir Fiche technique et Distribution.
Big Guns : Les Grands Fusils (titre original : Tony Arzenta) est un poliziottesco franco-italien de Duccio Tessari sorti en 1973.

## Synopsis
Tony Arzenta, ancien tueur à gages, souhaite se retirer. N'acceptant pas sa démission, l'organisation tente de le liquider et tue, par mégarde, sa femme et son enfant. Fou de douleur, Arzenta décide de se venger.

## Fiche technique
- Titre original : Tony Arzenta
- Titre français : Big Guns : Les Grands Fusils
- Réalisation : Duccio Tessari
- Scénario : Ugo Liberatore, Franco Verucci et Roberto Gandus d'après une histoire de Franco Verucci
- Directeur de la photographie : Silvano Ippoliti
- Montage : Mario Morra
- Musique : Gianni Ferrio
- Costumes : Danda Ortona
- Décors : Lorenzo Baraldi
- Production : Luciano Martino, Alain Delon
- Genre : poliziottesco
- Pays :  Italie,  France
- Durée : 90 minutes
- Date de sortie :
  -  France : 23 août 1973
  -  Italie : 7 septembre 1973

## Distribution
- Alain Delon (VF : lui-même) : Tony Arzenta
- Richard Conte (VF : Jean-Claude Michel) : Nick Gusto
- Carla Gravina (VF : Béatrice Delfe) : Sandra
- Marc Porel (VF : lui-même) : Domenico Maggio
- Roger Hanin (VF : lui-même) : Carré
- Nicoletta Machiavelli (VF : Évelyn Séléna) : Anna, la femme de Tony
- Guido Alberti (VF : Louis Arbessier) : Don Mariano
- Lino Troisi (VF : Michel Gudin) : Rocco Cutitta
- Silvano Tranquilli (VF : Jacques Deschamps) : Montani, l'officier d'Interpol
- Corrado Gaipa (VF : Claude Bertrand) : le père de Tony
- Erika Blanc (VF : Évelyn Séléna) : la prostituée
- Rosalba Neri : la femme de Cutitta
- Carla Calò (VF : Héléna Manson) : la mère de Tony
- Ettore Manni (VF : Marc de Georgi) : Gesmundo, le gérant du sauna
- Francesco Bonetti (VF : Patrick Dewaere) : un homme de main
- Loredana Nusciak (VF : Perrette Pradier) : la « fiancée » de Gesmundo
- Giancarlo Sbragia (VF : Serge Sauvion) : Luca Dennino
- Umberto Orsini (VF : Sady Rebbot) : Isnello, le bras droit de Gusto
- Maria Pia Conte : la secrétaire de Carré (non créditée)
- Anton Diffring (VF : Jean Berger) : Hans Grunwald (non crédité)
- Claudio Ruffini (VF : Antoine Marin) : le garde du corps de Carré (non crédité)